# Eppertshausen
Eppertshausen là một đô thị thuộc huyện Darmstadt-Dieburg, bang Hessen, Đức. Đô thị này có diện tích 13,11 km2, dân số cuối năm 2006 là 5870 người.